# Новак, Майк
Майкл Д. «Майк» Новак (англ. Michael D. "Mike" Novak; 23 апреля 1915, Чикаго, Иллинойс, США — 15 августа 1978, Ред-Крик, Нью-Йорк, США) — американский профессиональный баскетболист.

## Ранние годы
Майк Новак родился 23 апреля 1915 года в городе Чикаго (штат Иллинойс), учился в Чикагской школе Тилден. В 1939 году окончил Университет Лойолы в Чикаго, где в течение трёх лет играл за команду «Лойола Рамблерс», в которой провёл успешную карьеру, имея положительный баланс побед и поражений (49—12), однако его команда ни разу не выигрывала ни регулярный чемпионат, ни турнир конференции Independent, а также ни разу не выходила в плей-офф студенческого чемпионата США.
В 1939 году «Лойола Рамблерс» стали вице-чемпионами Национального пригласительного турнира (NIT), проиграв в финальном матче команде «ЛИУ Бруклин Блэкбёрдс» со счётом 32—44. По итогам сезона 1938/1939 годов Майк Новак включался во 2-ю всеамериканскую сборную NCAA.

## Профессиональная карьера
Играл на позиции центрового и тяжёлого форварда. В 1939 году Майк Новак заключил соглашение с командой «Чикаго Брюинз», выступавшей в Национальной баскетбольной лиге (НБЛ). Позже выступал за команды «Чикаго Студебейкер Флайерс» (НБЛ), «Шебойган Рэд Скинс» (НБЛ), «Уилмингтон Бомберс» (АБЛ), «Сиракьюс Нэшнлз» (НБЛ, НБА), «Рочестер Роялз» (БАА, НБА), «Филадельфия Уорриорз» (НБА), «Луисвилл Алумнайтс» (НПБЛ), «Утика Прос» (АБЛ) и «Элмира Колонелс» (АБЛ). Всего в НБЛ провёл 9 сезонов, в БАА и НБА — 3 неполных сезона, в АБЛ — 4 неполных сезона, а в НПБЛ — 1 сезон. Один раз включался во 2-ю сборную всех звёзд НБЛ (1946). После упразднения лиги был включён в сборную всех времён НБЛ. Всего за карьеру в НБЛ Майк Новак сыграл 267 игр, в которых набрал 2281 очко (в среднем 8,5 за игру), попутно став 7-м по результативности игроком НБЛ за всю историю лиги. Всего за карьеру в БАА и НБА сыграл 125 игр, в которых набрал 420 очков (в среднем 3,4 за игру), сделал 2 подбора и 175 передач. Помимо этого Новак в составе «Рэд Скинс» три раза участвовал во Всемирном профессиональном баскетбольном турнире, но без особого успеха.

## Смерть
Майк Новак умер 15 августа 1978 года на 64-м году жизни в городе Ред-Крик (штат Нью-Йорк).

## Статистика

### Статистика в НБА
| Сезон                                                                                    | Команда              | Регулярный сезон | Регулярный сезон | Регулярный сезон | Регулярный сезон | Регулярный сезон | Регулярный сезон | Регулярный сезон | Регулярный сезон | Регулярный сезон | Регулярный сезон | Регулярный сезон | Серия плей-офф | Серия плей-офф | Серия плей-офф | Серия плей-офф | Серия плей-офф | Серия плей-офф | Серия плей-офф | Серия плей-офф | Серия плей-офф | Серия плей-офф | Серия плей-офф |
| Сезон                                                                                    | Команда              | GP               | GS               | MPG              | FG%              | 3P%              | FT%              | RPG              | APG              | SPG              | BPG              | PPG              | GP             | GS             | MPG            | FG%            | 3P%            | FT%            | RPG            | APG            | SPG            | BPG            | PPG            |
| ---------------------------------------------------------------------------------------- | -------------------- | ---------------- | ---------------- | ---------------- | ---------------- | ---------------- | ---------------- | ---------------- | ---------------- | ---------------- | ---------------- | ---------------- | -------------- | -------------- | -------------- | -------------- | -------------- | -------------- | -------------- | -------------- | -------------- | -------------- | -------------- |
| 1949/50                                                                                  | Рочестер Роялз       | 5                |                  |                  | 9,1              |                  | 100,0            |                  | 0,8              |                  |                  | 0,6              | Не участвовал  | Не участвовал  | Не участвовал  | Не участвовал  | Не участвовал  | Не участвовал  | Не участвовал  | Не участвовал  | Не участвовал  | Не участвовал  | Не участвовал  |
| 1949/50                                                                                  | Филадельфия Уорриорз | 55               |                  |                  | 26,1             |                  | 52,2             |                  | 1,0              |                  |                  | 1,7              | Не участвовал  | Не участвовал  | Не участвовал  | Не участвовал  | Не участвовал  | Не участвовал  | Не участвовал  | Не участвовал  | Не участвовал  | Не участвовал  | Не участвовал  |
| 1953/54                                                                                  | Сиракьюс             | 5                |                  | 4,8              | 0,0              |                  | 50,0             | 0,4              | 0,4              |                  |                  | 0,2              | Не участвовал  | Не участвовал  | Не участвовал  | Не участвовал  | Не участвовал  | Не участвовал  | Не участвовал  | Не участвовал  | Не участвовал  | Не участвовал  | Не участвовал  |
|                                                                                          | Всего                | 65               |                  | 4,8              | 23,7             |                  | 53,1             | 0,4              | 1,0              |                  |                  | 1,5              | Не участвовал  | Не участвовал  | Не участвовал  | Не участвовал  | Не участвовал  | Не участвовал  | Не участвовал  | Не участвовал  | Не участвовал  | Не участвовал  | Не участвовал  |
| Наведите курсор мыши на аббревиатуры в заголовке таблицы, чтобы прочесть их расшифровку. |                      |                  |                  |                  |                  |                  |                  |                  |                  |                  |                  |                  |                |                |                |                |                |                |                |                |                |                |                |